# La Nueva Era (Yarinacocha)
Nueva Era, es un Asentamiento Humano Intercultural "La Nueva Era" ubicado en la carretera a San Pablo de Tushmo en el Km. 1.5 del distrito de Yarinacocha de la provincia de Coronel Portillo en la región Ucayali.

## Historia

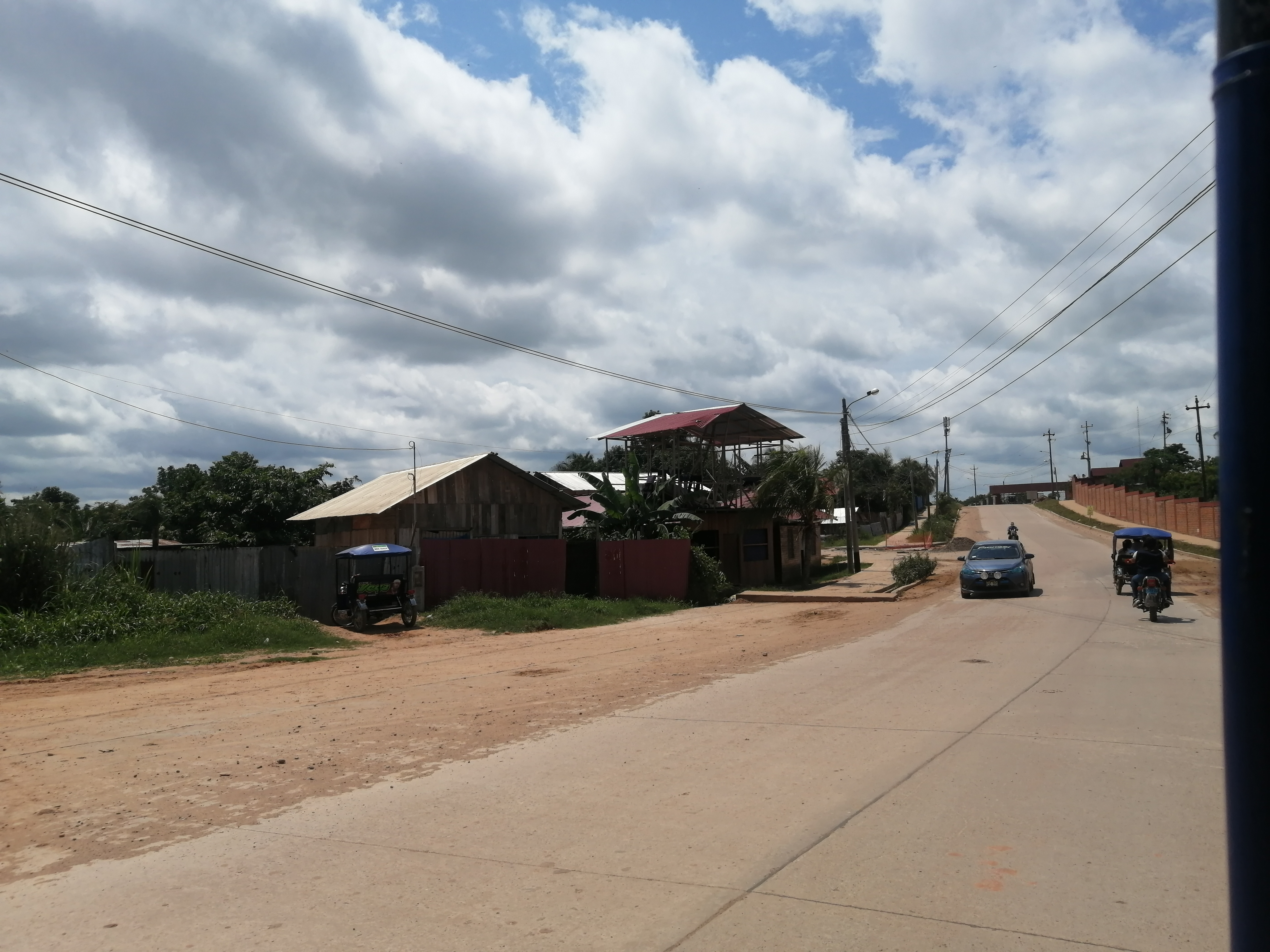
Asentamiento Humano Intercultural "La Nueva Era"

Desde el año 1998 los shipibo konibo llegaron de todos los afluentes del río Ucayali en un proceso migratorio que buscaba mejorar la calidad de vida de sus comunidades, de esta manera tomaron posesión de los espacios que hasta ese momento fueron sede del Instituto Lingüístico de Verano (ILV) durante más de 100 años. Esta comunidad está afiliada a la Federación de Comunidades Nativas del Ucayali y Afluentes FECONAU.
Durante la ocupación del ILV esos terrenos fueron usados para la crianza de animales vacunos, también había una cocha (laguna) en la que vivían animales oriundos de la zona, también habían árboles como la shiringa, capirona, palmeras de aguaje entre otras especies amazónicas.
Aunque los primeros pobladores ocuparon estos terrenos bajo el liderazgo Shipibo konibo, en el Asentamiento Humano se funda como Intercultural "La Nueva Era" porque participan personas de otras procedencias como Shipibo konibo, Yanesha, Awajún, Quechua, Aymara y no indígenas.
Es así que fue creado con Resolución de Alcaldía N° 824-20067-AL-MDY, es un asentamiento humano creado por la migración de los hermanos Shipibo Konibo.
Una de las principales motivaciones fue la búsqueda de educación para los jóvenes y mejorar las condiciones de trabajo. El asentamiento se encuentra cerca a dos instituciones educativas como son la Universidad Nacional Intercultural de la Amazonia y el Instituto Superior Pedagógico Bilingüe de Yarinacocha.

## Economía
La economía de la comunidad está fuertemente vinculada al río Ucayali, fuente de alimentación y también su principal vía de comunicación. En relación con este proyecto y mediante el ejercicio de la consulta previa e informada garantizada por el Convenio 169 de la OIT, la comunidad de Nueva Era manifestó:
"En Nueva Era hemos analizado el proyecto de Hidrovía Amazónica y la comunidad considera que el río es nuestra principal fuente de alimentación y de navegación y por lo tanto no estamos de acuerdo que se realice el proyecto."

### Sociedad
Nueva era no cuenta con todos los servicios básicos, aunque tiene acceso a la red de energía eléctrica no cuenta con acceso a la red de agua potable y alcantarillado. Desde el 2018 se inició la pavimentación de la carretera San José. Jóvenes y mujeres de esta comunidad participan de diferentes actividades relacionadas con la defensa de los derechos individuales y colectivos de los pueblos indígenas amazónicos.

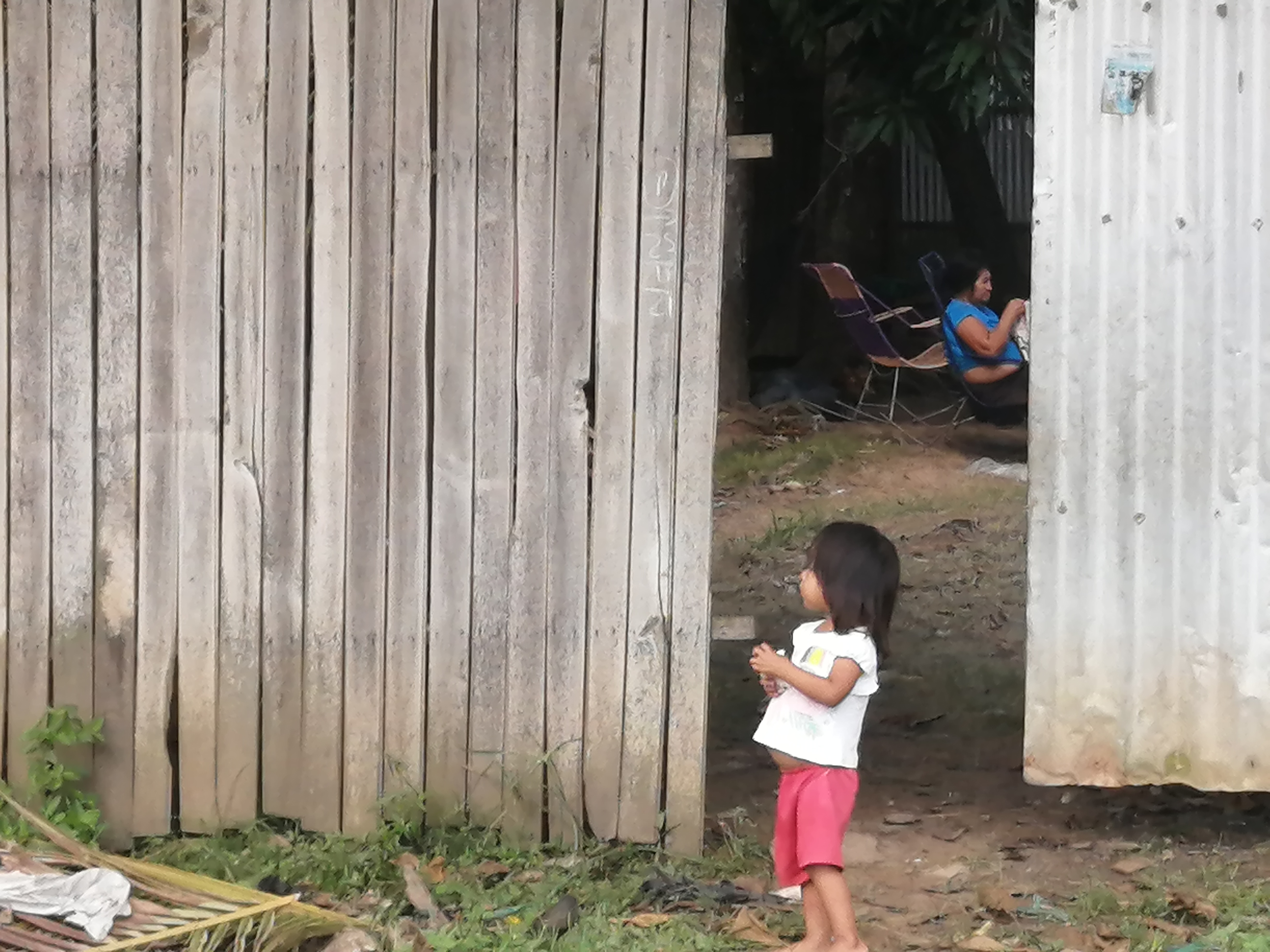
Asentamiento Humano Intercultural "La Nueva Era"

### Mundialito Shipibo
El Mundialito shipibo es una competencia deportiva que se desarrolla todos los años y se realiza en las instalaciones del Instituto Superior Pedagógico Bilingüe de Yarinacocha, este acontecimiento convoca a más de 130 comunidades shipibo konibo proveniente de toda la cuenca del río Ucayali

### Gestión comunitaria de Covid-19
El 16 de marzo del 2020, se decreta la emergencia sanitaria para evitar la propagación del COVID-19, el AA.HH "La Nueva Era" frente a los altos índices de muestras positivas se organizó para atender las situaciones que se presentaban por la expansión de la enfermedad en su territorio. Para este esfuerzo usaron de plantas medicinales como el matico, shushuhuasa y elementos como la miel de abejas.